# أحمد فرحات
أحمد فرحات (23 يوليو 1950 - 21 يوليو 2024)، ممثل مصري.

## النشأة
ولد فرحات في 23 يوليو 1950 لأسرة متوسطة الحال في حي شبرا بالقاهرة.
كان فرحات يحب التمثيل منذ أن كان صغيرا جدا وكان يمثل في مسرح مدرسته حيث بدأ مسيرته الفنية منذ سن الثامنة.
لم تكن والدته مرحبة بعمله في السينما وعارضت هذا الأمر خوفا على مستقبله وانشغاله بالتمثيل على حساب الدراسة وهو ما حدث بعد ذلك بالفعل بسبب كثرة الأعمال التي شارك فيها وحبه للتمثيل لكن والده على العكس كان مرحبا ليس فقط بسبب الأجر الذي حصل عليه ولكن لأنه سيشاهد الممثلين ويجلس معهم فهو كان المسؤول عنه وعن أعماله ورافقه دائما في جميع الأعمال التي اشترك فيها.

## المسيرة الفنية

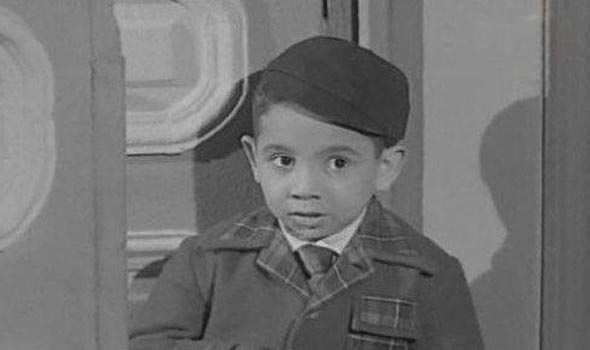
فرحات في أحد الأفلام.

في عام 1958 تم ترشيح فرحات للمشاركة في فيلم مجرم في إجازة أمام فريد شوقي وعماد حمدي بعد أن شاهده صديق والده في إحدى المسرحيات المدرسية. ولم يخضع لتجارب أداء قبل اختياره للتمثيل في الفيلم فالمخرج صلاح أبو سيف قرر تجهيزه للفيلم دون أي اختبارات. وكان أجر فرحات 10 جنيهات لتمثيل مشهد لم يستغرق تصويره سوى 4 ساعات فقط في حين أن راتب والده الشهري بهذا التوقيت كان نفس المبلغ. وعشق فرحات المسرح فأضواءه كانت الجاذب الأول له وفريد شوقي كان أكبر داعم له وسميحة أيوب كانت تعمل على تشجيعه.  وفي إحدى المرات أثناء التحضير لتصوير مشهد وفاة شخصية فرحات وخلال بقاء فرحات أسفل السيارة انتظارا للتصوير لم يكن فريد شوقي انتبه لوصوله وكان يتحدث مع صلاح أبو سيف عن غيرة زوجته هدى سلطان واعتقادها أنه سيتزوج عليها فخرج لهم فرحات من أسفل السيارة وقال له: "إيه يعني" وهو ما أثار ضحك الحضور.
خلال تصوير مشاهده المتبقية في فيلم مجرم في إجازة كان التصوير في استديو الأهرام وهناك البلاتوهات تجد فيها أكثر من عمل بنفس التوقيت يتم تصويره والجميع يجتمع في الكافتريا خلال فترة الاستراحة وفي هذه الأثناء التقى مع حسين حلمي المهندس وكان موجودا لأمور أخرى ليس لها علاقة بفيلم مجرم في إجازة وطلب من فرحات أن يزوره في مكتبه برفقة والده وحدد الموعد وذهبا بعدما قرر منحه نفس الأجر عن فيلم مجرم في إجازة وهو 10 جنيهات. خلال هذه الزيارة تحدث معه عن فيلمه الجديد شمس لا تغيب لزبيدة ثروت وشكري سرحان وتصوير مشاهده في الفيلم وبالفعل اتفق المهندس مع والده على التصوير ويوم السفر إلى الفيوم وجدا السيارة التي ستقلهما بها زبيدة ثروت فهي كانت مقيمة بالقرب من فرحات في شارع خلوصي ونقلتهما سيارة واحدة لفندق أوبرج الفيوم حيث بقي هناك عدة أيام لتصوير الفيلم برفقة والده. في أحد مشاهد الفيلم سألته زبيدة ثروت عن إمكانية تقبيله فرد فرحات قائلا: "اللي تشوفيه" وقبلته بالفعل في المشهد وعندما قام بأداء مشهد الموت صفق له حسين رياض وقال: "انت هتكون ممثل كويس في المستقبل، لأنك بتنفذ المشهد زي ما المخرج بيقوله".
في عام 1958 وبمشاركته برقصه في فيلم شارع الحب مع عبد الحليم حافظ فتحت له الطريق أمام المجال الفني وكان يستشير عبد الحليم حافظ بعدها في كل أعماله. وكان فرحات مسلم بذكاء عبد الحليم حافظ لأنه كان شخصية ذكية للغاية بطريقة غير ممكنة ومن رواد زمن الفن الجميل. واستشهد فرحات باستشارته لعبد الحليم حافظ في أحد أفلامه حين قدم له عرضا كان مقدما له للمشاركة في فيلم إيطالي مصري مشترك قائلا: "عبد الحليم قالي عايزك تطلع طفل عربي وتمثله بعينيك".
وفي نفس العام شارك في فيلم كهرمانة مع هدى سلطان إلا أن مشاهده تم حذفها ولم يظهر سوى بمشهدين تم تصويرهما في يوم واحد وحصل على جنيه واحد كأجر. وأثناء التصوير تعرف على الإذاعي فهمي عمر الذي رشحه للعمل في ساعة لقلبك.
كانت تجربة العمل في ساعة لقلبك من التجارب الاستثنائية في النجاح بالنسبة له. ليس فقط لأنها حققت له شهرة واسعة في مصر لكن لأنه اكتسب فيها خبرة كبيرة وتعاون مع عدد كبير من الممثلات والممثلين منهم أمال زايد وسامية رشدي وغيرهما وكان يذهب للبروفة كل أسبوع في مسرح الهوسابير بوسط القاهرة ويقوم بالتسجيل يوم الجمعة بحضور الجمهور. ورغم بطولته للعديد من الحلقات في ساعة لقلبك للإذاعة فإنه لم يحصل إلا على 50 قرشا فقط لأن العقد الخاص به هو عقد طفل بينما باقي الأبطال عقدهم بـ 12 جنيها واستمر في خوض هذه التجربة فترة طويلة.
في عام 1959 كان فيلم سر طاقية الإخفاء متوقف لفترة طويلة لدى المنتج وذلك بسبب عدم عثورهم على طفل يقدم الدور في الفيلم فكانت الشركة المنتجة للفيلم قد اختارت فريق العمل كله ولكن التصوير كان متوقفا على وجود الطفل الفصيح الذي سيشارك في الفيلم حتى تم اختياره. وكان أجره به 60 جنيها.
في عام 1960 ضمن كواليس اختيار فرحات في فيلم إشاعة حب فإن مخرج الفيلم فطين عبد الوهاب طلب منه أن يحضر ليمثل في الفيلم وكان دوره عبارة عن جملتين فقط حيث قال له فطين عبد الوهاب: "ادخل يا أحمد قول سيداتي آنساتي سادتي وأنا هنقل الكاميرا على هند رستم". وكان وقتها يبلغ من العمر 14 سنة وقال فرحات لعبد الوهاب: "أنا عاوز أعمل حاجة". قال عبد الوهاب: "هتعمل إيه". قال فرحات: "أني هقول نكتة". وطلب عبد الوهاب من فرحات أنه يسمع النكتة أولا وبعد ما سمعها أعجبته جدا وهذا لم يكن موجود في السيناريو حيث أن كل النكت والإيفيهات التي قالها بالفيلم كانت من تأليفه.
في عام 1961 رشحه المخرج حسن الصيفي للمشاركة مع اسماعيل ياسين في فيلم اسماعيل ياسين في السجن وكان يقوم بدور الطفل الذي يحب ابنة الجواهرجي وكان هذا الفيلم أول عمل يوقع فيه عقد عمل باليوم وكان يوم التصوير بخمسة جنيهات ولكن الرقابة حذفت مشهد الحب بينه وبين الطفلة ابنة الجواهرجي.
في عام 1967 شارك فرحات في فيلم معبودة الجماهير مع عبد الحليم حافظ وشادية. كان أجره عن أدائه في الفيلم هو 120 جنيها.
بعد نكسة 1967 ابتعد فرحات عن الفن حبث قال: "الفنانين سافروا بيروت ولما الفنانين رجعوا مصر كانوا بيتكلموا عن المخدرات والعصابات وكنت في الثانوية العامة واتخصصت في الاتصالات وابتعدت عن الفن".
وبعد سقوط نظام محمد حسني مبارك قرر فرحات العودة للأعمال الفنية.
كانت آخر أعمال فرحات من خلال ظهوره في فيلم نص يوم في عام 2021 والذي شارك ببطولته مع أحمد عزمي وعلاء زينهم وإيناس النجار وعبد الله مشرف وكأن من تأليف عبد الرحمن عثمان وإخراج حسن السيد.

## المسيرة المهنية
أتم دراسته الابتدائية وبعدما انتهى من الدراسة الثانوية التحق بمعهد عالي صناعي وكان تخصصه في مجال الاتصالات ثم عمل مهندس اتصالات برئاسة الجمهورية في عهد محمد حسني مبارك.

## التكريم
قامت جمعية "أبناء فناني مصر للثقافة والفنون" بتكريم فرحات عن مجمل مسيرته الفنية وأعرب فرحات عن سعادته البالغة لتكريمه حيث قال: "حظي كويس لأنه يتم تكريمي منذ صغري وتم تكريمي من الرئيس الأسبق محمد حسني مبارك وأيضا الكنيسة الكاثوليكية". وقال فرحات إن التكريم يعني له بأنه قدم أعمالا فنية نالت إعجاب الجمهور العربي فضلا عن محبة الناس له: "التكريم ده يعني أنا ماشي صح".

## الحياة الشخصية
تزوج ثلاث مرات ولم ينجب. بعد إحالته للمعاش قرر الرجوع لعالم التمثيل مرة أخرى في التلفزيون والمسرح.
فكر فرحات في تبني طفلا بسبب أنه كان لدي مشكلة في الغدة تسببت في عدم قدرته على الإنجاب وبالفعل ذهب مع زوجته من أجل تبني طفلا ولكن تم رفض طلبه بسبب تجاوزهما العمر المسموح به.

## أعماله

### الأفلام
- 1958: مجرم في إجازة
- 1958: كهرمان
- 1958: شارع الحب
- 1958: سلطان
- 1959: شمس لا تغيب
- 1959: سر طاقية الإخفاء
- 1959: بين الأطلال
- 1960: نهر الحب
- 1960: غرام في السيرك
- 1960: شهر عسل بصل
- 1960: إشاعة حب
- 1961: أنا وبناتي
- 1961: إسماعيل يس في السجن
- 1963: بياعة الجرايد
- 1964: آخر شقاوة
- 1964: ابن كليوباترا
- 1967: معبودة الجماهير
- 2014: طمبولا
- 2019: أفندينا
- 2021: نص يوم

### المسلسلات
- 2012: عيلة في مهمة رسمية
- 2012: أم الصابرين
- 2015: كيلو بامية
- 2022: العيله دي

### المسرحيات
- 2015: إلحقونا يا هوه
- 2018: يوم ليك ويوم عليك

## المرض والوفاة
في أكتوبر 2023 تعرض فرحات لجلطة في المخ مما أدى إلى دخوله الرعاية المركزة بأحد المستشفيات بالقاهرة ولكن في الأيام التالية حالته الصحية شهدت تحسنا نوعا ما. وبعدها غادر المستشفى وعاد إلى منزله بعد تحسن حالته الصحية. وخضع على إثرها لجلسات العلاج الطبيعي حيث تركت الجلطة أثارا بسيطة فضلا عن تأثير خفيف على النطق.
حرص فرحات على توجيه الشكر لجمهوره الذي انتابته حالة من القلق لإصابته بجلطة بالمخ مؤكدا أن حالته الصحية شهدت تحسنا كبيرا ولا زال يستكمل رحلة العلاج في منزله. وقال فرحات إنه لم يتلقَ مساندة ودعما من قبل الوسط الفني في تلك الأزمة الصحية لكنه التمس له العذر متابعا: "مش زعلان منهم، رغم إنهم مسألوش عنّي وقت تعبي، ممكن يكون رقمي مش معاهم، وكذلك عنوان منزلي، المهم إني بتحسن الحمد لله". وأشار فرحات إلى أنه يتعالج على نفقة الدولة ولم تتدخل نقابة المهن التمثيلية مبررا ذلك بقوله: "لست عضوا في النقابة لذلك لم أتقل دعما ماديا من قبل المجلس".
في 21 يوليو 2024 تدهورت الحالة الصحية لفرحات ما أدى إلى نقله إلى أحد المستشفيات لتلقي العلاج ومتابعة حالته الصحية. ونفت زوجته ما تم تداوله عن دخوله في فقدان وعي كامل مشددة أنه يعاني  كهرباء بالمخ والتي تؤثر سلبا على حالة الوعي وتجعله يفقده لبعض الوقت فقط في مدة لا تتخطى النصف ساعة وبعدها يعود من جديد لافتة إلى أنه تحت الأجهزة الطبية داخل العناية المركزة ولا صحة لدخوله في غيبوبة تامة.
وفي نفس اليوم توفي فرحات عن عمر ناهز الرابعة والسبعين. وكشفت زوجته أسباب الوفاة إلى أنه تعرض منذ أقل من ساعة إلى هبوط حاد في الدورة الدموية وتوقف عضلة القلب داخل وحدة العناية المركزة مما أدى إلى وفاته. ووصل جثمان فرحات إلى مسجد عمرو بن العاص من أجل أداء صلاة الجنازة عليه بحضور أهله وأصدقائه ودخلت أسرته في حالة انهيار شديدة في أثناء صلاة الجنازة عليه ودفن الجثمان بمدافن الأسرة.
وكانت قد حدثت مشاجرة بين أسرة فرحات حول دفن الجثمان في المقابر فانقسمت الآراء بين الإسراع في دفنه وبين مطالبة بعضهم بعدم الدفن حاليا وانتظار وصول أحد المقربين الذي يأتي من أسيوط خصيصا ليودع الراحل. وبين تأييد الإسراع في الدفن والإصرار على انتظار أحد أفراد الأسرة القادم من أسيوط حدثت مشاجرة في المقابر ما أدى إلى تعطيل دفن الجثمان بعض الوقت.
حرص عدد كبير من الوسط الفني على نعي فرحات بعد وفاته وتحولت صفحات الفنانين عبر مواقع التواصل الاجتماعي إلى دفتر عزاء حيث نعى أحمد عزمي فرحات عبر إنستجرام قائلا: "إنا لله وإنا إليه راجعون، الله يرحمه ويغفر له ويسكنه فسيح جناته". ونعته مها بهنسي قائلة: "إنا لله وإنا إليه راجعون، وفاة الجميل والغالي على قلوبنا الفنان أحمد فرحات". ونعته سيمون عبر حسابها بإنستجرام قائلة: "البقاء لله فنان جميل الله يرحمه، أحمد فرحات، فنان جميل لسه شايفة فيلم طاقية الإخفاء، عبقري، الله يرحمه بطل صغير في فيلم كبير مخدش حقه الفني". ونعته نهال عنبر عبر حسابها بإنستجرام قائلة: "البقاء لله وفاة الفنان أحمد فرحات، دعواتكم بالرحمة والمغفرة، وداعاً الفنان القدير أحمد فرحات".

## وصلات خارجية
- أحمد فرحات على موقع أرشيف الشارخ.
- أحمد فرحات على موقع الدهليز
- أحمد فرحات على موقع قاعدة بيانات الأفلام العربية